# Черкасова, Татьяна Григорьевна
Татьяна Григорьевна Черкасова (род. 26 ноября 1948, Дальний (ныне Далянь), КНР — советский и российский учёный-химик, доктор химических наук, профессор Кузбасского государственного технического университета, заслуженный работник высшей школы Российской Федерации (2001).

## Биография
Родилась в семье рабочего. В 1971 году окончила Томский государственный университет, училась в аспирантуре ТГУ с 1972 по 1977 год, в 1978 защитила кандидатскую диссертацию на тему «Тиогафнаты редкоземельных элементов». Работала научным сотрудником ТГУ (1978—1979), научным сотрудником Института оптики атмосферы СО АН СССР в Томске (1979—1983). После переезда семьи в Кемерово в 1983 году работала в Кузбасском политехническом институте на кафедре общей и неорганической химии, в 1995 году стала заведующей кафедрой. С 2003 года — декан химико-технологического факультета, в 2012—2013 годах — исполняющая обязанности директора Института химических и нефтехимических технологий.
В 1995 году Т. Г. Черкасова защитила докторскую диссертацию на тему «Гексатиоцианатохроматы (III) комплексов металлов с диметилсульфоксидом и диметилформамидом». В 1996 году Черкасовой присвоено учёное звание профессора. Т. Г. Черкасова избрана член-корреспондентом Академии естественных наук РФ. В 2001 году избрана действительным членом Российской академии естественных наук.

## Научная деятельность
Т. Г. Черкасова занимается исследованиями в сфере теоретической и экспериментальной химия координационных соединений металлов, химии твёрдого тела и наноматериалов, химической кинетике, проблемами защиты материалов от коррозии. Черкасова опубликовала 285 научных работ, получила 4 авторских свидетельства и 8 патентов, написала 59 учебно-методических разработок и учебных пособий.

## Награды и почётные звания
- «Заслуженный работник высшей школы Российской Федерации» (2001)[3]
- «Почётный химик Российской Федерации»
- Медаль Кемеровской области «За особый вклад в развитие Кузбасса» II, III степени
- Медаль «Материнская доблесть»[1].